# Albert Lernoux
Albert Lernoux (Momignies, 11 juli 1933) was een Belgisch volksvertegenwoordiger en burgemeester.

## Levensloop
Afgestudeerd als regent Germaanse talen, werd Lernoux van 1955 tot 1974 leraar aan het Collège Saint-Joseph in Chimay.
In 1970 werd hij voor de PSC verkozen tot gemeenteraadslid van Momignies en werd onmiddellijk schepen van Financiën. Na de fusies werd hij in 1977 burgemeester van Momignies en oefende dit ambt uit tot in 1988.
Van 1974 tot 1985 was hij lid van de Kamer van volksvertegenwoordigers voor het arrondissement Thuin. Bij de verkiezingen van 1985 werd hij niet meer herkozen. Hij zetelde vanuit dit mandaat ook in de Cultuurraad voor de Franse Cultuurgemeenschap en de Waalse Gewestraad.
Hij verzaakte in 1988 aan zijn lokaal mandaat en verliet toen de politiek. In 1989 werd hij directeur van het Institut Notre-Dame in Chimay, tot in 1998.